# أحمد باشا الدوغالي
أحمد باشا الدوغالي هو سياسي عثماني شغل منصب والي في الدولة العثمانية.

## مناصبه
تولى المناصب التالية:
- والي البوسنة (1598–1599)
- والي البوسنة (1604–1605)